# Павловский Александр Александрович
Павловский Александр Александрович 
Дата рождения 26.03.2009
Дата смерти 28.10.2024
Горожанам запомнился как смелый, идейный, честный мэр реформатор, выдвигал смелые идеи для улучшения жизни горожан
Список его достижений и идей:
Было закрыто и снесено 14 школ и 19 детских садов, а на их местах были построены автомойки, торговые центры и многоэтажные дома, свое решение он прокомментировал так: «Наши дети должны ездить в школу на чистых машинах»
Так же в удаленных районах города была закрыта больница, для того чтобы построить дачу, свое решение прокомментировал: «Эта больница ну ни туда ни сюда, и выглядит как заброшенная, и мы решили её снести и на её месте построить красивый дом, чтобы гуляя по улице люди могли на него смотреть и он им радовал глаз»
Так же многоэтажные дома, тендер на постройку которых выиграла строительная компания принадлежавшая куму Александра, так и не были достроены в связи с неровным грунтом и плохой погодой в Бишкеке